# Buněčná linie HEK 293

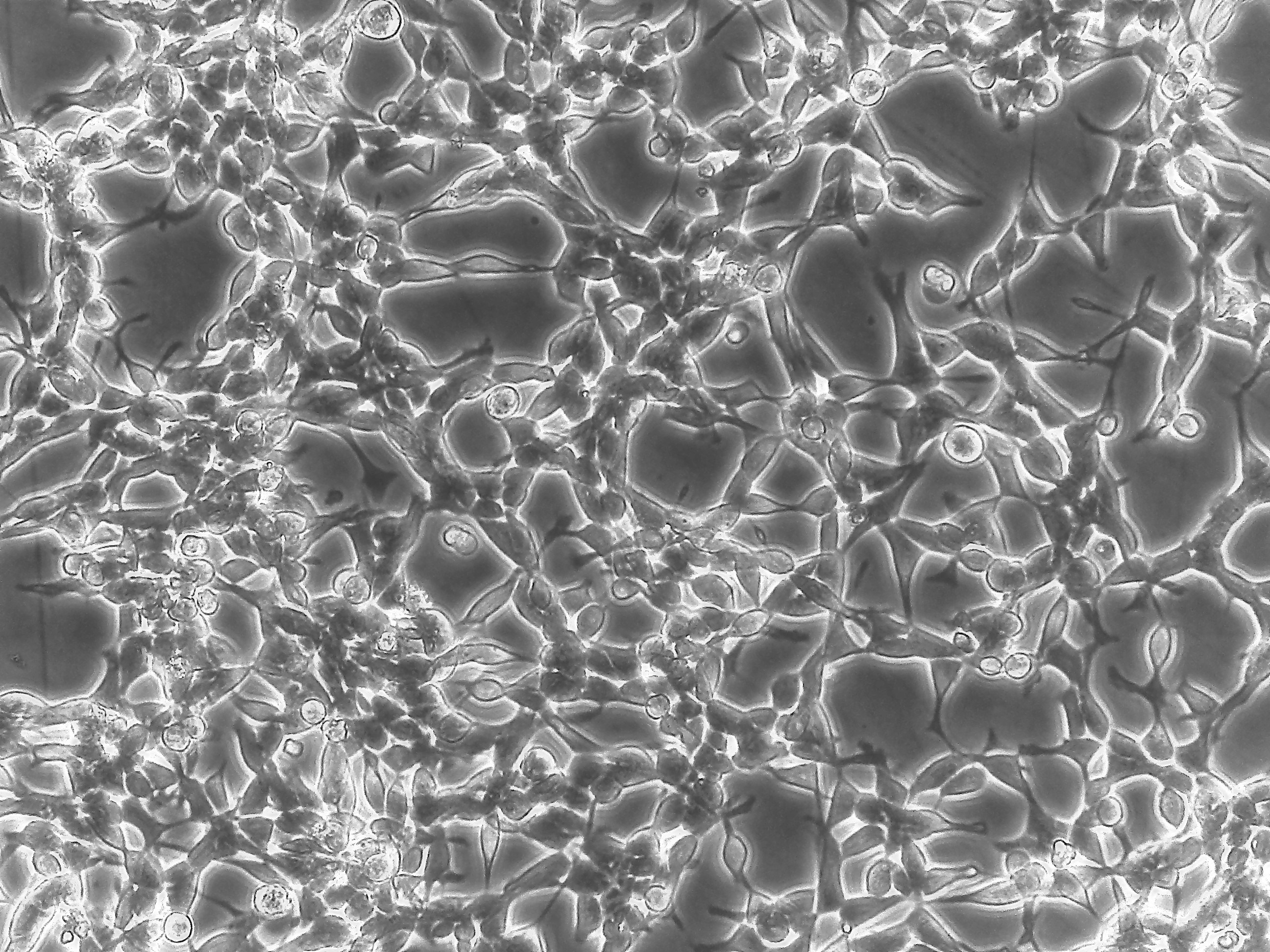
Mikroskopický snímek buněčné linie HEK 293

Buněčná line HEK 293 (z angl. Human embryonic kidney) je linie odvozená z lidských embryonálních ledvinových buněk. Tyto buňky jsou pro svůj charakteristický způsob množení hojně využívány k výzkumným účelům. Využívají se jk přípravě stabilně transfekovaných buněčných linií nebo k biotechnologické produkci proteinů a virů pro genové terapie.

## Historie
Tato komerčně dostupná buněčná linie byla připravena v roce 1977 Frankem Grahamem vložením genu lidského adenoviru typu 5 (transfekcí) do ledvinové buňky lidského embrya ženského pohlaví.. Způsob transformace objasnil v roce 1973 zakladatel původní buněčné linie Alex van der Eb, který stejnou metodu aplikoval v témže roce na krysí embryonální ledvinové buňky .

## Vlastnosti
Ledvinové embryonální buňky se skládají z epitelových buněk. Na základě svého původu pak mají odpovídající tvar. Buňky se liší ve své velikosti v závislosti na kultivačních podmínkách. Běžná je velikost od 11 do 15 μm . Vložený adenovirový vektor navíc obsahuje promotorovou oblast CMV, která zvyšuje účinnost produkce kódovaných proteinů.

### Výhody
- Schopnost produkovat velké množství rekombinantních proteinů s komplexními postranslačními modifikacemi
- Vysoká účinnost a flexibilita tranfekce
- Možnost využití pro studium přechodné i stabilní genové exprese
- Reprodukovatelné výsledky

### Nevýhody
- Maximální doporučená pasáž 20[6]

## Varianty
Od buněčné linie byly odvozeny následující varianty:
- HEK 293T
- HEK 293S
- HEK 293 F
- HEK 293 FT
- HEK 293 FTM
- HEK 293SG
- HEK 293SGGD
- HEK 293H
- HEK 293E
- HEK 293MSR
- HEK A[8]

### HEK 293 T
Tato dceřiná linie byla odvozena na Stanfordu v laboratoři Michele Carlosové pomocí plasmidového vektrou, který nesl původ replikace SV40. HEK 293T je lidská buněčná linie, která exprimuje mutantní verzi velkého T antigenu SV40. Takto odvozená linie je schopná čtyřicetkrát vyšší experese proteinu a využívá se k získávání rekombinantních retrovirů.

### HEK 293S
Transfekce byla provedena s cílem získat linii rostoucí v suspenzi.

## Aplikace
Buněčná linie je hojně využívaná ve farmaceutickém průmyslu pro screeningové testy. V této oblasti se využívá možnosti transfekovat buňky pomocí plasmidů, které kódují cílové látky. Tranfekované buňky je pak možné pěstovat ve velkých objemech. Dalším odvětvým, kde je linie hojně využívána je biotechnologie, kde se jejich prostřednictvím produkuje množství rekombinantních proteinů a enzymů. Zároveň jsou využívany k vývoji biosenzorů. V toxikologii jsou jejich prostřednictvím studovány účinky chemických látek a toxinů na buněčné procesy nebo genovou expresi. V neposlední řadě slouží buňky HEK293 k produkci rekombinantních virů například pro genovou terapii. Mezi často produkované kmeny patří adenoviry a lentiviry.

## Kultivace
Buňky typicky rostou v monovrstvě a adherují k povrchu kultivační nádoby. Muže dojít i k jejich adaptaci na růst v supenzi. Jako zdroj živin se využívá DMEM médium (90 %) s přídavkem FBS (10 %). Pasáž kultury je vhodná přibližně po 2 až 3 dnech. Při pasážování se využívá enzymatické disociace buněk pomocí trypsinu. Kultivační nádoby se skladují v inkubátoru při 37 °C, s 5 % CO2 a vyšší relativní vlhkostí .

## Etické otázky
Původem buněk se ve své studii zabývá Alvin Wong, který z nepřímých důkazů utváří závěr, že buňky byly odebrány z cíleně potraceného plodu. Tento fakt etickým dilematem pro některé katolíky a ortodoxní křesťany, pro které se používání linie HEK 293 a odvozených produktů stává nepřijatelné.
Během pandemie onemocnění covid-19 patřilo použití této linie při vyvoji vakcíny AKA AZD1222 od společnosti Oxford-AstraZeneca k argumentům odpíračů očkování. Tyto buňky jsou z finálního produktu odfiltrovány. Finální produkt tedy obsahuje pouze šimpanzí adenovirus kódující SARS-CoV-2 Spike glykoprotein ChAdOx1-S, který byl v buňkách rekombinantně připraven.
Římskokatolická církev považuje použití buněk při vývoji vakcíny proti covidu-19 za přijatelné za předpokladu, že neexistivala vhodná alternativa.